# Liste der Bodendenkmale in Teutschenthal
In der Liste der Bodendenkmale in Teutschenthal sind alle Bodendenkmale der Gemeinde Teutschenthal und ihrer Ortsteile aufgelistet. Grundlage ist die Veröffentlichung der Landesdenkmalliste mit Stand vom 25. Februar 2016.  Die Baudenkmale sind in der Liste der Kulturdenkmale in Teutschenthal aufgeführt.
| Denkmal-ID | Fundart             | Ortsteil           | Bezeichnung              | Zeitstellung | Lage                                                                             | Bemerkungen | Bild |
| ---------- | ------------------- | ------------------ | ------------------------ | ------------ | -------------------------------------------------------------------------------- | --- | ---- |
| 428300509  | Grabmal > Grabhügel | Eisdorf            | Grabhügel                | undatiert    | südlich vom Wachhügel ()                                                         | Ackerfläche, kein obertägig sichtbarer Grabhügel erkennbar |      |
| 428300126  | Wüstung             | Holleben           | Wüstung „Altholleben“    | Mittelalter  | 0,2 km östlich vom Ort (Lage)                                                    | Zugang zur Wüstung ist nur über Benkendorf (Am Altersheim vorbei) Rosa-Luxemburg-Str. möglich |      |
| 428300116  | Befestigung > Burg  | Holleben           | Spornburg „Weinbergholz“ | Mittelalter  | 0,5 km westlich vom Ort, identisch mit 428300273 (Lage)                          | Im Wald befinden sich einige wenige Anzeichen von Wall-Graben-Reihen, welche durchaus zu einer Burganlage gehören könnten.                                                                                   |      |
| 428300273  | Befestigung > Wall  | Holleben           | Wälle Flur Weinbergholz  | undatiert    | westlich vom Ort im Weinbergholz, identisch mit 428300116 (Lage)                 | mindestens zwei Gräben und drei Wälle, teilweise nicht immer voll erkennbar, einer der Gräben verschmilzt mit Wanderweg                                                                                      |      |
| 428300132  | Wüstung             | Langenbogen        | Wüstung „Dorfstede“      | Mittelalter  | 0,4 km nördlich vom Ort in Spornlage (Lage)                                      | Wanderweg ‚Himmelswege‘ Richtung Lieskau/Zappendorf von Gaststätte ‚Zur Eiche‘ aus, wenig erhaltene Struktur                                                                                                 |      |
| 428300131  | Befestigung > Burg  | Langenbogen        | Wasserburg „Alte Burg“   | Mittelalter  | 0,3 km nordöstlich vom Ort (Lage)                                                | Wasserburg erscheint durch zwei Anhöhen, wird von mehreren Kanälen berührt |      |
| 428300513  | Grabmal > Grabhügel | Langenbogen        | Grabhügel „Dachsberg“    | undatiert    | südöstlich vom Ort (Lage)                                                        | stark verbuscht, gut erhaltener ca. 6 m hoher Grabhügel |      |
| 428300236  | Grabmal > Grabhügel | Oberteutschenthal  | Grabhügel                | undatiert    | ca. 1 km westlich von Teutschenthal-West, auf dem Acker nördlich der L164 (Lage) | keine Hügelstruktur erkennbar, Areal ist flach, ohne Höhenunterschied zum Acker und von starken Bewuchs (Wildwuchs) gekennzeichnet, lediglich im Südosten hat man optisch den Eindruck eines leichten Hügels |      |
| 428300145  | Grabmal > Grabhügel | Oberteutschenthal  | Grabhügel                | Neolithikum  | westlicher Ortsrand, im ehemaligen Gutspark (Lage)                               | Hügel, welcher als Wasserwirtschaftsanlage für einen angrenzenden Teich genutzt wurde |      |
| 428300531  | Grabmal > Grabhügel | Unterteutschenthal | Grabhügel „Galgenhügel“  | undatiert    | südlich vom Ort, auf dem Galgenhügel ()                                          | An Oberfläche sichtbares Bodendenkmal nicht erkennbar, kein Hinweis an angegebener Stelle auf untertägiges Denkmal. Auch kein Hinweis über Geländeanomalie.                                                  |      |
| 428300146  | Grabmal > Grabhügel | Unterteutschenthal | Grabhügel „Galgenberg“   | Neolithikum  | südlicher Ortsrand (Lage)                                                        | Zugang über ‚Neue Siedlung‘-Straße oder Parkplatz Friedhof, Grabhügel befindet sich auf einen umzäunten Grundstück in Friedhofsnähe                                                                          |      |
| 428300064  | Grabmal > Grabhügel | Unterteutschenthal | Grabhügel                | Neolithikum  | 1,8 km südlich vom Ort, Straße nach Bad Lauchstädt (Lage)                        | ein Teil des langovalen Hügels besteht möglicherweise aus Bauschutt |      |
| 428300532  | besonderer Stein    | Zscherben          | Reiterstein              | Mittelalter  | im Ort, an der Kirche (Lage)                                                     | Stein ist eingemauert in der Südwestecke (außerhalb) des Kirchenschiffes |      |